# Aghvan Davoyan
Aghvan Davoyan (in armeno Աղվան Դավոյան?; Gyumri, 21 marzo 1990) è un ex calciatore armeno, di ruolo difensore.

## Palmarès

### Club

#### Competizioni nazionali
- Campionato armeno: 1

Širak: 2012-2013
- Coppa d'Armenia: 2

Širak: 2011-2012, 2016-2017
- Supercoppa d'Armenia: 2

Širak: 2013, 2017